# Liselotte Ronte
Liselotte Ronte, geborene Davisson (1914–2004) war eine deutsche Romanistin und Übersetzerin, die vor allem literarische Werke aus dem Französischen ins Deutsche übertrug.

## Leben
Liselotte Ronte war die Tochter des Violinisten und Dirigenten Walther Davisson und der Pianistin und Komponistin Anna Yvonne Röthlisberger. Sie hatte zwei jüngere Schwestern: die Violinistin und Sprachlehrerin Anne-Marie Dobschütz (1918–1977) und Christel Hetty von Huetz (1928–1984). 1939 heiratete sie den Kulturdezernenten Heinz Ronte. In den 1960er Jahren veröffentlichte sie erste Übersetzungen. Ihre bedeutendsten Übersetzungen (von Alphonse Daudet, George Sand und Voltaire) erschienen in den 1980er Jahren.
Ihr Sohn Dieter Ronte (* 1943) ist Kunsthistoriker.

## Werke

### Übersetzungen aus dem Französischen
- Pierre-Henri Simon: Portrait eines Offiziers. Wunderlich, Tübingen 1960.
- H.-L. Montaigut: Der rote Stier. Roman. Wunderlich, Tübingen 1960.
- Jacques Fauvet: Von de Gaulle bis de Gaulle. Frankreichs Vierte Republik. Wunderlich, Tübingen 1961.
- Marcel Niedergang: Sturm über dem Kongo. Aus dem Französischen übertragen von Liselotte Ronte und Hans Roesch. Wunderlich, Tübingen 1961.
- Jean-Paul Serbet: Der Mensch im Gefängnis. Ein Bericht. Kiepenheuer & Witsch, Köln / Berlin 1963.
- Françoise Linarès: Sophie, mon coeur. Roman. Deutscher Bücherbund, Stuttgart / Hamburg 1964. Amadis Verlag, Karlsruhe 1964.
- Armand Lanoux: Wenn das Meer zurückweicht. Roman. Hoffmann und Campe, Hamburg 1965. Aufbau-Verlag, Berlin 1967.
- Alphonse Daudet: Montagsgeschichten. Winkler, München 1981.
- George Sand: Sie und Er. Winkler, München 1982. Dtv, München 1992. Eder & Bach, München 2015.
- Voltaire: Sämtliche Romane und Erzählungen. Aus dem Französischen übertragen von Liselotte Ronte und Walter Widmer. Wissenschaftliche Buchgesellschaft, Darmstadt 1984.
- Alphonse Daudet: Briefe aus meiner Mühle. Ill. u. Buchschmuck von André E. Marty. Winkler, München 1986. 2. Aufl. 1987. 3. Aufl. 1990.
- Jules Renard: Nicht so laut, bitte! Aus dem Tagebuch. Illustriert von Nikolaus Heidelbach. Gatsby, Zürich 2022.

### Übersetzungen aus weiteren Sprachen
- Teresa Casuso: Cuba und Castro. Kiepenheuer & Witsch, Köln / Berlin 1962.
- Walter Adolf Jöhr / Hans Wolfgang Singer: Die Nationalökonomie im Dienste der Wirtschaft. Vandenhoeck & Ruprecht, Göttingen 1964.

### Übersetzungen in Hörspielproduktionen
- 2004: George Sand: Sie & Er (2 Teile) – Regie: Angeli Backhausen (Hörspielbearbeitung – WDR)[2]
- 2013: Jules Renard: Ideen in Tinte getaucht. Aus dem "Journal" 1887–1910 – Bearbeitung und Regie: Ulrich Lampen (Hörspielbearbeitung – HR)[3]